# 토르발센 박물관
토르발센 박물관(덴마크어: Thorvaldsens Museum)은 덴마크 코펜하겐에 있는 미술관다. 단일 작가 미술관으로, 평생 대부분을 로마에서 거주하며 활동했던 덴마크의 신고전주의 조각가 베르텔 토르발센의 예술을 전시한다. 이 박물관은 코펜하겐 중심부에 있는 작은 섬인 슬로츠홀멘의 크리스티안스보르성 옆에 있다. 고틀레브 빈데스뵐이 설계한 이 건물은 1837년 대중이 기금을 모아 1838년부터 1848년까지 건설되었다.